# Emperador del Japó
|  | Per a altres significats, vegeu «Mikado (desambiguació)». |

L'Emperador (en japonès: 天皇, tennō, literalment "sobirà celestial", és el monarca del Japó. Antigament es coneixia com a Micado (帝／御門) però aquest terme es considera obsolet actualment. És el cap de la casa imperial del Japó. Segons la constitució actual, l'Emperador és el "símbol de l'Estat i de la unitat del poble"; és una figura cerimonial de la monarquia constitucional. L'emperador actual és Sa Majestat Imperial l'Emperador Naruhito, que pujà al tron l'1 de maig de 2019, l'endemà de l'abdicació del seu pare, Akihito. La casa imperial, des de la segona meitat del segle xix es coneixia com a Kyūjō (宮城), i després com a Kōkyo (皇居), i es troba a la seu antiga del Castell d'Edo al centre de Tòquio. Els emperadors anteriors residiren a Kyoto durant més d'onze segles.